# 大山雄三
大山 雄三（おおやま ゆうぞう、1964年4月20日 - ）は、大阪府出身のプロゴルファー。

## 来歴
近畿大学出身。　
10歳からゴルフを始め、1988年にプロ入りする。
1990年には関西プロで中村通・柴田猛と並んで井戸木鴻樹の2位タイ 、ミズノオープンでは9位、関西オープンでは杉原輝雄の2位 に入った。
1990年の日本プロでは決勝ラウンドの2日間で68、70の6アンダーをマークし、10位タイに入った。
1992年には水戸グリーンオープンで2位に入り、1993年には関西PGAフィランスロピーで優勝。
1998年には兵庫県オープンで優勝し、関西オープンでは4位タイに入った。
1999年の宇部興産オープンでは195ヤード3番ショートを4番アイアンで放つと、ピンまで約1mのグリーンエッジから転がってそのままカップインし、自身ツアー2度目のホールインワンを達成。前の2番ホールで林に打ちこんでトリプルボギーを打っていただけに、喜び倍増となり、4番、5番、7番でバーディ。通算5アンダーとスコアを伸ばしたのも束の間、後半の11番ロングでダブルボギー、18番ではカラーから3mのパーパットを外してボギーとするなど、結局、通算3アンダー、24位まで後退。
1999年の後楽園カップ（第4回）では小泉清一・すし石垣と並んでの2位タイに入り、2002年のPGAカップチャレンジでは初日に67、最終日には63をマークして優勝し、滑り込みで出場権を得た日本ゴルフツアー選手権を最後にレギュラーツアーから引退。
現在は堺市北区の「富士ゴルフセンター」でインストラクターを務めるほか、兵庫県尼崎市の「南武庫之荘ゴルフセンター」でゴルフスクールを担当。

## 主な優勝
- 1993年 - '93関西PGAフィランスロピー
- 1998年 - 兵庫県オープン
- 2002年 - PGAカップチャレンジ